# Kántorjánosi
Kántorjánosi è un comune dell'Ungheria di 2 249 abitanti (dati 2001). È situato nella contea di Szabolcs-Szatmár-Bereg.